# Matt Casamassina
Matt Casamassina (né en décembre 1975) était un journaliste de jeu vidéo travaillant pour le site IGN jusqu'en avril 2010. Il est l'auteur de beaucoup de revues et previews des jeux de Nintendo, et le rédacteur en chef de IGN Cube et de IGN Wii. Le magazine Next-Generation l'énumère en tant que l'un des 50 principaux journalistes du jeu vidéo. Il est marié et réside en Californie du Sud.
Casamassina a commencé en 1997 comme rédacteur du site Web N64.com, qui est bientôt devenu la section de la Nintendo 64 sur IGN.
Casamassina est également apparu sur le programme de G4TV, Attack of The Show ! en tant qu'invité. Il est devenu le personnage principal dans le Cubetoons, bande dessinée en ligne publiée par IGN.
Le 22 avril 2010, Casamassina a annoncé qu'il quittait IGN pour Apple, il y supervisera le contenu éditorial des jeux destinés aux plates-formes iPhone, iPod touch et iPad sur l'App Store d'Apple.